# Barry Dagger
Barry Dagger (n. 19 mai 1937, Grantham, Anglia, Regatul Unit) este un trăgător de tir ce a reprezentat Regatul Unit al Marii Britanii și al Irlandei de Nord, medaliat olimpic. A participat la 2 ediții ale Jocurilor Olimpice (1976, 1984) în care a câștigat o medalie de bronz.